# 東日本大震災に伴う合併市町村に係る地方債の特例に関する法律
東日本大震災に伴う合併市町村に係る地方債の特例に関する法律（ひかしにほんたいしんさいにともなうがっぺいしちょうそんにかかるちほうさいのとくれいにかんするほうりつ 平成23年8月30日法律第102号）は、東日本大震災の発生後における合併市町村の実情に鑑み、合併市町村が旧市町村の合併の特例に関する法律の規定により地方債を起こすことができる期間の特例に関する法律である。

## 経緯
旧合併特例法における合併後の地方交付税の額の算定の特例を特定被災区域に対しては合併後10年から15年に延長された。その後2012年の改正により特定被災区域については合併後20年まで、それ以外の合併自治体については合併後15年に延長された。（ちなみに特定被災区域の自治体は72市町。）
- 2011年8月11日：第177回国会衆議院総務委員長より提案、本会議にて可決[1]。
- 2011年8月24日：参議院本会議可決、成立。
- 2011年8月30日：公布。
- 2011年11月1日：改正案が閣議決定。第179回国会に提出。閉会中審査[2]。
- 2012年6月8日：第180回国会衆議院本会議にて可決[3]。
- 2012年6月20日：参議院本会議で改正案が可決、成立。
- 2012年6月27日：改正法公布。